# بوالخالی
بوالخالی (به لاتین: Boalkhali) یک منطقهٔ مسکونی در بنگلادش است که در ناحیه چیتاگونگ واقع شده‌است. بوالخالی ۱۴۵٫۴۴ کیلومتر مربع مساحت و ۲٬۲۳٬۱۲۵ نفر جمعیت دارد.